# Zbyt piękna dla ciebie
Zbyt piękna dla ciebie (fr. Trop belle pour toi) – francuska komedia obyczajowa z 1989 roku w reżyserii Bertranda Bliera. Zdjęcia kręcono w Marsylii i La Ciotat.

## Nagrody i nominacje
Złota Palma
1989 nominacja
- Udział w konkursie głównym Bertrand Blier

Cezar
1990 wygrane
- w kategorii Najlepszy film Bertrand Blier
- w kategorii Najlepsza aktorka Carole Bouquet
- w kategorii Najlepszy reżyser Bertrand Blier
- w kategorii Najlepszy scenariusz oryginalny lub adaptowany Bertrand Blier

1990 nominacja
- w kategorii Najlepszy aktor Gérard Depardieu
- w kategorii Najlepsza aktorka Josiane Balasko
- w kategorii Najlepszy aktor drugoplanowy Roland Blanche
- w kategorii Najlepsza scenografia Théobald Meurisse
- w kategorii Najlepsze zdjęcia Philippe Rousselot
- w kategorii Najlepszy plakat Sylvain Mathieu